# Hacıahmetli, Arsuz
Hacıahmetli là một xã thuộc huyện Arsuz, tỉnh Hatay, Thổ Nhĩ Kỳ. Dân số thời điểm năm 2011 là 2.25 người.